# Panaxia flavicolor
Panaxia flavicolor är en fjärilsart som beskrevs av Moore 1879. Panaxia flavicolor ingår i släktet Panaxia och familjen björnspinnare. Inga underarter finns listade i Catalogue of Life.